# Kareda Kaunas
Kareda Kaunas was een Litouwse voetbalclub uit de stad Kaunas. 
De club werd in 1935 opgericht als Sakalas Šiauliai in de stad Šiauliai en speelde in 1991 voor het eerst in de Litouwse hoogste klasse. De eerste seizoenen eindigde de club in de middenmoot. Nadat de club voor de start van het seizoen 1995/96 de naam Kareda-Sakalas Šiauliai aannam werd de 2de plaats behaald. Het volgende seizoen werd het gewoon Kareda Šiauliai en behaalde Kareda de eerste landstitel. Dit deed de club in 1998 nog eens over. Na nog een 2de en een 4de plaats verhuisde de club naar Kaunas en werd zo Kareda Kaunas. 
In 2001 werd de club uit de competitie gezet omdat het een satellietclub was van FBK Kaunas. De volgende seizoenen werden in de 1 Lyga doorgebracht en in 2003 werd de club opgeheven.

## Erelijst
- Landskampioen
  - 1969, 1977, 1997, 1998
- Litouwse Supercup

1996
- Litouwse voetbalbeker

1974, 1996, 1999

## Kareda in Europa
#Q = #kwalificatieronde, T/U = Thuis/Uit, W = Wedstrijd, PUC = punten UEFA coëfficiënten .
Uitslagen vanuit gezichtspunt Kareda Šiauliai
| Seizoen | Competitie       | Ronde | Land                 | Club                 | Totaalscore | 1e W    | 2e W    | PUC |
| ------- | ---------------- | ----- | -------------------- | -------------------- | ----------- | ------- | ------- | --- |
| 1996/97 | Europacup II     | Q     | Vlag van Zwitserland | FC Sion              | 2-4         | 2-4 (U) | 0-0 (T) | 1.0 |
| 1997/98 | Champions League | 1Q    | Vlag van Cyprus      | Anorthosis Famagusta | 1-4         | 0-3 (U) | 1-1 (T) | 1.0 |
| 1998/99 | Champions League | 1Q    | Vlag van Slovenië    | Maribor Teatanic     | 0-4         | 0-3 (T) | 0-1 (U) | 0.0 |
| 1999/00 | UEFA Cup         | Q     | Vlag van Slovenië    | Olimpija Ljubljana   | 3-3 u       | 1-1 (U) | 2-2 (T) | 1.0 |

Totaal aantal punten voor UEFA coëfficiënten: 3.0